# Río Cotuhe
Der Río Cotuhe ist ein etwa 335 km langer rechter Nebenfluss des Río Putumayo im Nordosten von Peru in der Provinz Putumayo der Region Loreto sowie im kolumbianischen Departamento de Amazonas.

## Flusslauf
Der Río Cotuhe entspringt im Süden des Distrikts Yaguas auf einer Höhe von etwa 120 m. Er durchquert den Südosten des Distrikts in östlicher Richtung. Bei Flusskilometer 195 überquert er die Grenze nach Kolumbien und durchquert den Norden des sogenannten Trapecio amazónico. Der Río Cotuhe bildet auf kolumbianischem Gebiet bis Flusskilometer 84 die Grenze zwischen den Municipios Leticia (rechtsseitig) und Tarapacá. Auf den unteren 165 Kilometern wendet sich der Río Cotuhe nach Nordosten. Schließlich mündet er bei der Kleinstadt Tarapacá auf einer Höhe von ungefähr 58 m in den nach Osten strömenden Río Putumayo. Der Río Cotuhe weist auf seiner gesamten Länge ein stark mäandrierendes Verhalten mit zahlreichen Flussschlingen und Altarmen auf. Das Quellgebiet des Río Cotuhe befindet sich am Südrand des Nationalparks Yaguas. Zwischen den Flusskilometern 192 und 91 bildet der Fluss die nördliche Grenze des kolumbianischen Parque Nacional Natural Amacayacu.

## Einzugsgebiet
Der Río Cotuhe entwässert eine Fläche von ungefähr 6030 km². Das Einzugsgebiet des Río Cotuhe liegt ungefähr jeweils zur Hälfte auf peruanischem und auf kolumbianischem Gebiet. Der peruanische Teil liegt in dem Schutzgebiet Concesión para Conservación Javier Salazar. Das Einzugsgebiet des Río Cotuhe grenzt im Norden an das Einzugsgebiet des Río Yaguas, im Südwesten an das des Río Atacuari, im zentralen Süden an die Einzugsgebiete der Flüsse Río Loretoyacu und Río Amacayacu sowie im Südosten an das des Rio Pureté.